# シャバズ・ネイピアー
シャバズ・ボジー・ネイピアー（Shabazz Bozie Napier、1991年7月14日 - ）は、アメリカ合衆国・マサチューセッツ州ロックスベリー出身のプロバスケットボール選手。ポジションはポイントガード。

## 略歴

### カレッジ
マサチューセッツ州の地元の高校で着けていた背番号が永久欠番になるなどの有名選手だったネイピアーは、コネチカット大学に進学。1年次にケンバ・ウォーカーの控えとしてNCAAチャンピオンを経験。4年次ではオールAACファーストチーム、AACプレイヤー・オブ・ザ・イヤーを受賞し、勢いそのままにNCAAで2度目の優勝を果たした。NCAAオールアメリカンファーストチーム、トーナメント最優秀選手にも選出されカレッジで華々しい成績を残し、コネチカット大学史に残る選手となった。2014年のNBAドラフトではシャーロット・ホーネッツから24位で指名された後に交渉権がマイアミ・ヒートに移動 。

### NBA(2014-2020)
1年目はNBAのレベルに戸惑った感があり、Dリーグ行きを命じられ、更に2015年2月にはゴラン・ドラギッチ加入し、出場時間が減少。更に悪いことに4月には、背中のスポーツヘルニアの手術のために戦線離脱するなど、不完全燃焼に終わった。
2015年7月26日、将来のドラフト指名権との交換トレードで、オーランド・マジックに移籍。11月11日のロサンゼルス・レイカーズ戦は、自己最多の22得点を記録した。
2016年7月7日、金銭トレードでポートランド・トレイルブレイザーズに移籍した。2017年4月11日のサンアントニオ・スパーズ戦でキャリアハイを更新する32得点をマーク。
2020年2月、ジョーダン・マクレーと引き換えにワシントン・ウィザーズに移籍。

### 国外でのキャリア(2021-)
2021年7月19日、BCゼニト・サンペテルブルクと契約した。怪我の影響で公式戦2試合に出場にとどまり、2022年2月27日、2022年ロシアのウクライナ侵攻の影響もあり、チームを退団することが発表された。
2023年1月28日、ユーロリーグとレガ・バスケット・セリエAに所属するオリンピア・ミラノとシーズン終了までの契約が発表された。
2024年9月4日、ユーロリーグとBBLに所属するバイエルン・ミュンヘンへ1年契約で加入すると発表された。契約内容には、契約期間の延長オプションも含まれている。

## 個人成績

### レギュラーシーズン
| シーズン | チーム | GP  | GS | MPG  | FG%  | 3P%  | FT%  | RPG | APG | SPG | BPG | PPG  |
| -------- | ------ | --- | -- | ---- | ---- | ---- | ---- | --- | --- | --- | --- | ---- |
| 2014–15  | MIA    | 51  | 10 | 19.8 | .382 | .364 | .786 | 2.2 | 2.5 | .8  | .1  | 5.1  |
| 2015–16  | ORL    | 55  | 0  | 10.9 | .338 | .327 | .733 | 1.0 | 1.8 | .4  | .0  | 3.7  |
| 2016–17  | POR    | 53  | 2  | 9.7  | .399 | .370 | .776 | 1.2 | 1.3 | .6  | .0  | 4.1  |
| 2017–18  | POR    | 74  | 10 | 20.7 | .420 | .376 | .841 | 2.3 | 2.0 | 1.1 | .2  | 8.7  |
| 2018–19  | BKN    | 56  | 2  | 17.6 | .389 | .333 | .833 | 1.8 | 2.6 | .7  | .3  | 9.4  |
| 2019–20  | MIN    | 36  | 22 | 23.8 | .403 | .296 | .818 | 3.1 | 5.2 | 1.1 | .2  | 9.6  |
| 2019–20  | WAS    | 20  | 10 | 24.4 | .428 | .358 | .831 | 2.4 | 3.8 | 1.5 | .2  | 11.6 |
| キャリア |        | 345 | 56 | 17.4 | .397 | .345 | .815 | 1.9 | 2.5 | .8  | .1  | 7.1  |

### プレイオフ
| シーズン | チーム | GP | GS | MPG  | FG%  | 3P%  | FT%  | RPG | APG | SPG | BPG | PPG |
| -------- | ------ | -- | -- | ---- | ---- | ---- | ---- | --- | --- | --- | --- | --- |
| 2017     | POR    | 4  | 0  | 11.8 | .421 | .455 | .750 | 1.0 | .8  | .5  | .0  | 6.8 |
| 2018     | POR    | 2  | 0  | 17.5 | .455 | .000 | .500 | 1.0 | 1.5 | 1.5 | .0  | 5.5 |
| 2019     | BKN    | 3  | 0  | 9.3  | .636 | .600 | .875 | 2.3 | 3.7 | .3  | .0  | 8.0 |
| キャリア |        | 9  | 0  | 12.2 | .488 | .400 | .778 | 1.4 | 1.9 | .7  | .0  | 6.9 |

## プエルトリコ代表
プエルトリコ代表として2022年FIBAアメリカップ2022年FIBAアメリカップ予選にて代表デビューを果たす。